# Paratge de Sant Miquel
El paratge de Sant Miquel és un Paratge Natural Municipal del municipi valencià de Vilafamés (Plana Baixa). Declarat per Acord de la Generalitat Valenciana el 5 d'octubre de 2007.

## Orografia i geologia
Des del punt de vista geològic, la muntanya del Mollet se situa en l'àmbit de la serra de Borriol o de Moró, que pertany al Sistema Costaner Català, conjunt d'alineacions muntanyoses paral·leles al litoral, separades per valls molt àmplies, de fons aplanat i farciments de materials recents. En l'àmbit del paratge, dominen els afloraments de materials del triàsic, principalment dolomies i calcàries margoses.

## Flora i fauna
La zona presenta un elevat valor ecològic, tant en l'àmbit florístic com faunístic. En relació amb la vegetació, es destaca el predomini de pineda densa naturalitzada de pi blanc (Pinus halepensis), el sotabosc del qual està compost per un matoll termòfil molt divers que es troba en un estat de conservació òptim.
Pel que fa a la fauna, en el paratge i el seu entorn s'han identificat gran quantitat d'espècies, de les quals es considera rellevant la presència, com a nidificants, del pit-roig (Erithacus rubecula) i del pigot garser gran (Picoides major). També hi destaca la comunitat de rapaços forestals, en especial per la presència de l'àguila de panxa blanca (Hieraaetus fasciatus), que en el Catàleg valencià de fauna amenaçada està inclosa en la categoria de vulnerable.

## Paisatge i presència humana
Els valors paisatgístics del paratge venen donats per l'existència d'una massa boscosa termomediterrània ben desenvolupada que descansa sobre un terreny format per materials geològics relativament singulars al País Valencià, i situada en un entorn degradat i antropitzat, la qual cosa li confereix gran qualitat paisatgística a escala local.
Un altre aspecte destacable del paratge és el seu ús social. Les sendes i els camins existents són àmpliament utilitzats per a l'exercici d'activitats en la natura. En particular, es ressenya la romeria des de Vilafamés fins a l'ermita de Sant Miquel, que té lloc el quart diumenge de Quaresma i que s'ha catalogat com un bé de rellevància local.